# جيمس فورد (سياسي)
جيمس فورد (بالإنجليزية: James Ford)‏ هو سياسي أمريكي، ولد في 4 مايو 1783 في الولايات المتحدة، وتوفي في 18 أغسطس 1859 في الولايات المتحدة. حزبياً، نشط في الحزب الديمقراطي. وقد انتخب عضو مجلس نواب بنسيلفانيا وانتخب عضو مجلس النواب الأمريكي.